# Дан космонаутике
Дан космонаутике (рус. День Космона́втики, односно Всемирный день авиации и космонавтики: Светски дан авијације и космонаутике) је празник који се слави 12. априла у Русији и неким земљама бившег СССР-a. Године 2011. одржана је седница Генералне скупштине Уједињених нација на којој је проглашен Међународни дан летова у свемир у спомен првог човековог лета у свемир који је учинио 27-годишњи Рус и совјетски космонаут Јуриј Гагарин, дана 12. априла 1961. године. Гагарин је у свемирској летелици Восток 1 опкружио Земљу за 1 сат и 48 минута.

## Историја
Празник је у Совјетском савезу проглашен је годину дана касније, дана 9. априла 1962. године. У модерној Русији слави се у складу с чланом 1.1 "Закона о данима војне славе и датумима сећања у Русији".
Гагаринов лет је био велики успех за совјетски свемирски програм и започео нову еру у историји истраживања свемира. Гагрин је постао национални херој Совјетског савеза и источног блока, као и славна личност широм света. Познате светске новине објављивале су његову биографију и детаље лета. Москва и остали градови СССР-а одржавали су параде, које су по величини биле одмах иза победничких парада на крају Другог светског рата. Гагарин је у дугачкој поворци аутомобила с високо позиционираним службеницима испраћен на улицама Москве све до Кремља, где га је у раскошној церемонији, совјетски вођа Никита Хрушчов одликовао највећом совјетском чашћу, Херојем Совјетског савеза.